# Polskie Towarzystwo Terapii Poznawczej i Behawioralnej
Polskie Towarzystwo Terapii Poznawczej i Behawioralnej im. prof. Zdzisława Bizonia (PTTPB) – założone w 1998 roku, niezależne stowarzyszenie naukowe skupiające profesjonalistów aktywnie zajmujących się pomocą osobom z zaburzeniami psychicznymi i problemami emocjonalnymi, a także pracą badawczo-naukową dotyczącą mechanizmów funkcjonowania psychicznego człowieka. Członkami stowarzyszenia są głównie psychologowie i lekarze. PTTPB jest największą organizacją psychoterapeutyczną w Polsce, zrzeszającą prawie 50% certyfikowanych psychoterapeutów w kraju, oraz jedną z największych organizacji psychoterapeutycznych w Europie.
PTTPB jest członkiem European Association for Behavioural and Cognitive Therapies (EABCT) – największej europejskiej organizacji zrzeszającej towarzystwa terapii poznawczo-behawioralnej różnych krajów.

## Historia
Polskie Towarzystwo Terapii Poznawczej i Behawioralnej (PTTPB) powstało w 1998 roku z inicjatywy pracowników II Kliniki Psychiatrycznej Akademii Medycznej, kierowanej wówczas przez prof. Zdzisława Bizonia. Zebranie założycielskie, w którym uczestniczyło 15 członków założycieli, odbyło się w grudniu 1998. 15 marca 1999 Sąd Okręgowy w Warszawie – VII Wydział Cywilny i Rejestrowy wpisał Towarzystwo do Rejestru Stowarzyszeń.
PTTPB zostało członkiem European Association for Behavioural and Cognitive Therapies (EABCT) podczas kongresu EABCT w Granadzie 2000 roku.

## Działalność dydaktyczna

### Rekomendowane Ośrodki Szkolące
Polskie Towarzystwo Psychoterapii Poznawczej i Behawioralnej rekomenduje ośrodki szkoleń z zakresu psychoterapii poznawczo-behawioralnej, spełniające standardy szkoleń PTTPB oraz wymogi Ministerstwa Zdrowia i Narodowego Funduszu Zdrowia. Jako pierwsze Towarzystwo zrzeszające psychoterapeutów w Polsce wprowadziło zasadę odnawialności certyfikatów (certyfikaty psychoterapeuty i superwizora PTTPB są ważne przez 5 lat), czyli nałożenia warunków wymagających kształcenia ustawicznego i stałego podnoszenia kwalifikacji zgodnie ze stanem aktualnej wiedzy.
| Rekomendowany Ośrodek Szkolący                                                       | okres rekomendacji                 | Miasta, w których OŚ prowadzi kursy                                                                                            | Kierownik Szkolenia                                      |
| ------------------------------------------------------------------------------------ | ---------------------------------- | --- | -------------------------------------------------------- |
| Akademia Motywacji i Edukacji sp. z o.o.                                             | od maja 2019 do maja 2029          | Warszawa | Iga Jaraczewska                                          |
| Centrum CBT EDU Szkoła Psychoterapii                                                 | od maja 2012 do lipca 2027         | Warszawa, Lublin, Kraków, Wrocław, Łódź, Gdańsk, Białystok, Katowice, Kielce, Olsztyn, Poznań, Rzeszów, Szczecin, Zielona Góra | prof. dr n. med. Anita Bryńska                           |
| Szkoła Psychoterapii „CRESCENTIA”                                                    | od stycznia 2021 do stycznia 2026  | Warszawa, Toruń, Szczecin, Łódź, Wrocław, Gdańsk, Olsztyn, Poznań, Rzeszów, Katowice                                           | Olga Olszewska                                           |
| Instytut Poznawczy Szkoła Psychoterapii Poznawczo-Behawioralnej                      | od lutego 2020 r. do lutego 2030 r | Warszawa, Kraków, Lublin, Gdańsk, Wrocław                                                                                      | Jacek Legierski, Arkadiusz Bilejczyk, Marcin Młynarczyk  |
| Centrum Terapii Poznawczej i Schematu INTEREGO                                       | od stycznia 2019 do stycznia 2029  | Warszawa, Lublin | lek. med. Izabela Stefaniak                              |
| SWPS Uniwersytet Humanistycznospołeczny Szkoła Psychoterapii Poznawczo-Behawioralnej | od kwietnia 2017 do kwietnia 2027  | Warszawa, Kraków, Katowice, Wrocław, Poznań, Sopot, Rzeszów                                                                    | dr hab., prof. USWPS Agnieszka Popiel, dr Ewa Pragłowska |
| Centrum Terapeutyczno-Szkoleniowe Terapii Poznawczo-Behawioralnej „Ter-Cognitiva”    | od maja 2019 do maja 2029          | Kraków, Warszawa | Magdalena Skąpska-Magdoń                                 |

Od marca 2010 roku PTTPB uzyskało akredytację EABCT jako stowarzyszenie spełniające wymogi dotyczące standardów szkoleń, co umożliwia członkom PTTPB ubieganie się o Europejski Certyfikat Psychoterapeuty EABCT.

### Psychoterapeuci poznawczo-behawioralni
Do Polskiego Towarzystwa Psychoterapii Poznawczej i Behawioralnej należy obecnie  6521 członków (stan na czerwiec 2025). Towarzystwo przyznało 2077 certyfikatów Psychoterapeuty Poznawczo-Behawioralnego oraz 113 certyfikatów Superwizora-Dydaktyka, a 117 osób posiada europejskie certyfikaty EABCT(stan na czerwiec 2025).
Żeby uzyskać Certyfikat Psychoterapeuty Poznawczo-Behawioralnego PTTPB należy (m.in.):
- odbyć wymaganą liczbę godzin szkolenia (4 letni kurs psychoterapii),
- uzyskać pozytywny wynik egzaminu końcowego,
- posiadać minimum 1560 godzin doświadczenia zawodowego w prowadzeniu psychoterapii w nurcie poznawczo-behawioralnym,
- minimum 200 godzin superwizjowanej praktyki terapeutycznej w nurcie poznawczo-behawioralnym,
- minimum 360 godzin stażu klinicznego (w tym min. 120 godzin stażu klinicznego na oddziale psychiatrycznym lub psychiatrycznej izbie przyjęć),
- minimum 100 godzin „rozwoju osobistego” (odpowiednik psychoterapii własnej w innych nurtach terapeutycznych),
- posiadać stopień naukowy magistra (lub równoważnego) lub wyższy na kierunkach kształcenia: psychologia, pedagogika specjalna lub resocjalizacyjna, pielęgniarstwo lub dyplom lekarza[9].

Certyfikat Psychoterapeuty Poznawczo-Behawioralnego PTTPB jest ważny przez okres 5 lat od momentu wydania i nie ulega automatycznemu przedłużeniu. Warunkami odnowienia certyfikat jest:
- prowadzenie praktyki terapeutycznej w nurcie poznawczo-behawioralnym od momentu uzyskania Certyfikatu,
- zaliczenie co najmniej 20 godzin szkoleniowych na rok (łącznie minimum 100 godzin) w obszarze psychopatologii i metod leczenia opartych na dowodach naukowych (evidence based medicine), z czego przynajmniej połowa powinna dotyczyć tematycznie terapii poznawczo-behawioralnej,
- poddawanie pracy terapeutycznej superwizji w wymiarze minimum 20 godzin[9].

Osoby w trakcie szkolenia psychoterapeutycznego, po ukończeniu 2 roku kursu, mają uprawnienia do prowadzenia psychoterapii (jako psychoterapeuci w trakcie procesu certyfikacji) zgodnie z zapisami Rozporządzenia Ministra Zdrowia w sprawie świadczeń gwarantowanych z zakresu opieki psychiatrycznej i leczenia uzależnień
PTTPB posiada własny Kodeks Etyczny regulujący obowiązki wynikające z zasad rzetelności zawodowej, dotyczące postawy osobistej oraz odpowiedzialności etycznej wobec pacjentów, współpracowników i odpowiedzialności jako badacza oraz superwizora. Członkowie PTTPB zobowiązani są do przestrzegania zapisów Kodeksu Etycznego PTTPB.

## Działalność edukacyjna i naukowa
Polskie Towarzystwo Psychoterapii Poznawczej i Behawioralnej jest organizatorem lub współorganizatorem konferencji naukowych, służących prezentacji najnowszych osiągnięć naukowych oraz wymianie doświadczeń w dziedzinie psychoterapii poznawczo-behawioralnej:
- Konferencja Naukowa PTTPB w Konstancinie-Jeziornie (2001) „Psychoterapia poznawczo-behawioralna w psychiatrii” (około 250 uczestników),
- Międzynarodowa Konferencja w Powsinie (2004) „Miejsce psychoterapii poznawczo-behawioralnej w leczeniu zaburzeń psychicznych” (około 300 uczestników),
- Międzynarodowa Konferencja w Warszawie (2009) „Psychoterapia poznawczo-behawioralna w poszukiwaniu skutecznych metod leczenia”,
- Międzynarodowa Konferencja w Warszawie (2010) „Zaburzenia postraumatyczne – czynniki ryzyka, koncepcje, terapia” (około 250 uczestników),
- Międzynarodowa Konferencja naukowa „Ból u dzieci i młodzieży – aspekty medyczne i psychologiczne. Teoria i praktyka” (2011)
- Międzynarodowa Konferencja w Warszawie (2016) „Wielość w Jedności. Terapia poznawczo-behawioralna stan obecny i perspektywa rozwoju” (około 350 uczestników),
- Międzynarodowa Konferencja w Gdańsku (2018) „Terapia poznawaczo-behawioralna w Polsce i na świecie” (około 450 uczestników),
- Międzynarodowa Konferencja online (2021) „Terapia poznawczo-behawioralna. Psychoterapia nie tylko indywidualna”(452 uczestników),
- Międzynarodowa Konferencja online (2022) „Terapia poznawczo-behawioralna wobec współczesnych wyzwań” (712 uczestników, w tym 150 uczestników konferencji studenckiej)[5][15].
- Międzynarodowa Konferencja w Warszawie (2024) "Terapia poznawczo-behawioralna szyta na miarę"  (1091 uczestników, stacjonarnie Novotel Warszawa Centrum i online)
- planowana konferencja PTTPB w 22-24.05.2026 roku w Katowicach (Międzynarodowe Centrum Kongresowe)
- planowana konferencja EABCT w Warszawie w 8-11.09.2027 roku (Hilton Warsaw City), organizowana przez PTTPB

## Władze PTTPB
Władzami PTTPB są:
- Zarząd,
- Komisja Naukowo-Dydaktyczna,
- Sąd Koleżeński,
- Komisja Rewizyjna
- Komisja Etyki[16].

Skład XIII Zarządu PTTPB (2024-2026)
- Agnieszka Tousty-Ingielewicz - Przewodnicząca
- Magdalena Skotnicka-Chaberek - Wiceprzewodnicząca
- Agnieszka Ślęzak - Skarbniczka
- Grzegorz Marek - Sekretarz
- Kamila Grochowska - Członkini Zarządu
- Katarzyna Markowska-Regulska - Członkini Zarządu

(stan na 19.05.2025)
Dotychczasowe Zarządy PTTPB:
| Kadencja | Lata      | Przewodniczący                | Wiceprzewodniczący             | Skarbnik                  | Sekretarz                                             | Członek Zarządu                | Członek Zarządu                | Członek Zarządu                |
| -------- | --------- | ----------------------------- | ------------------------------ | ------------------------- | ----------------------------------------------------- | ------------------------------ | ------------------------------ | ------------------------------ |
| I        | 1999-2001 | Agnieszka Popiel              | Andrzej Kokoszka               | Marek Żebrowski           | Ewa Habrat (Pragłowska)                               | Jakub Szumański                | Jakub Szumański                | Jakub Szumański                |
| II       | 2001-2003 | Agnieszka Popiel              | Andrzej Kokoszka               | Marek Żebrowski           | Tomasz Wolańczyk                                      | Celina Brykczyńska             | Celina Brykczyńska             | Celina Brykczyńska             |
| III      | 2003-2005 | Agnieszka Popiel              | Joanna Michałowska             | Marek Żebrowski           | Agnieszka Pisula                                      | Celina Brykczyńska             | Celina Brykczyńska             | Celina Brykczyńska             |
| IV       | 2005-2008 | Agnieszka Pisula              | Tomasz Wolańczyk               | Sylwia Pieńkowska         | Magdalena Sariusz-Skąpska                             | Marek Żebrowski                | Marek Żebrowski                | Marek Żebrowski                |
| V        | 2008-2010 | Agnieszka Popiel              | Sylwia Pieńkowska              | Justyna Wysieńska         | Agnieszka Księżopolska                                | Agnieszka Popielarczyk         | Agnieszka Popielarczyk         | Agnieszka Popielarczyk         |
| VI       | 2010-2012 | Sylwia Pieńkowska             | Krystyna Darżynkiewicz         | Justyna Rozmysłowska-Wize | Elżbieta Mińkowska                                    | Agnieszka Pisula               | Agnieszka Pisula               | Agnieszka Pisula               |
| VII      | 2012-2014 | Magdalena Skotnicka-Chaberek  | Justyna Wysieńska              | Justyna Rozmysłowska-Wize | Dorota Nowocin                                        | Agnieszka Księżopolska         | Agnieszka Księżopolska         | Agnieszka Księżopolska         |
| VIII     | 2014-2016 | Magdalena Skotnicka-Chaberek  | x                              | Justyna Rozmysłowska-Wize | Laura Stysiak                                         | Małgorzata Matusiak            | Małgorzata Matusiak            | Małgorzata Matusiak            |
| IX       | 2016-2018 | Maria Cyniak-Cieciura         | Agnieszka Jasińska             | Małgorzata Zalewska       | Marta Szydłowska-Pierzak                              | Aleksandra Litarowicz-Prus     | Aleksandra Litarowicz-Prus     | Aleksandra Litarowicz-Prus     |
| X        | 2018-2020 | Karolina Komorowska-Legierska | Aleksandra Naumowicz-Kucharska | Joanna Stroemich          | Alicja Raczak                                         | Katarzyna Citak(Kierońska)     | Katarzyna Citak(Kierońska)     | Katarzyna Citak(Kierońska)     |
| XI       | 2020-2022 | Jacek Legierski               | Arkadiusz Bilejczyk            | Jakub Skrzydłowski        | Helena Kotula-Tracz                                   | Aleksandra Naumowicz-Kucharska | Aleksandra Naumowicz-Kucharska | Aleksandra Naumowicz-Kucharska |
| XII      | 2022-2024 | Agnieszka Tousty-Ingielewicz  | Karolina Staniaszek            | Dorota Baran              | Agnieszka Trawicka (do 2022) Grzegorz Marek (od 2022) | Łukasz Demeńczuk               | Łukasz Demeńczuk               | Łukasz Demeńczuk               |
| XIII     | 2024-2026 | Agnieszka Tousty-Ingielewicz  | Magdalena Skotnicka-Chaberek   | Agnieszka Ślęzak          | Agnieszka Trawicka (do 2022) Grzegorz Marek (od 2022) | Kamila Grochowska              | Michał Kuroń (do 2025)         | Katarzyna Markowska-Regulska   |